# Caduta dell'uomo

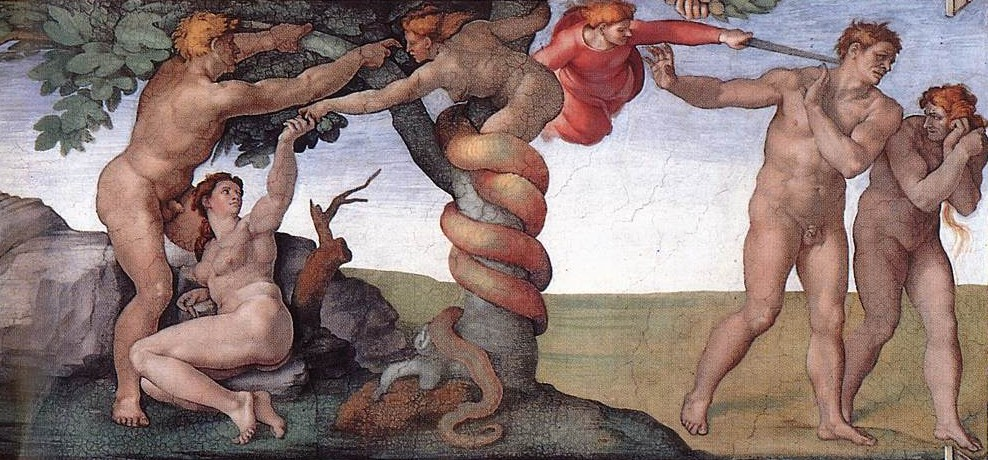
Peccato originale e cacciata dal Paradiso terrestre di Michelangelo Buonarroti, ca. 1510. Cappella Sistina, Città del Vaticano

Con il termine "la caduta" o "la caduta dell'uomo" (nel senso di genere umano) la teologia cristiana, secondo quanto riportato dalla Bibbia in Genesi 3, si riferisce all'avvenimento attraverso il quale essa crede che l'umanità abbia perduto i privilegi e la condizione originaria di cui godeva al momento della sua creazione. Il termine "Caduta" ne definisce, di conseguenza, anche la condizione risultante. Questo avvenimento è considerato fondamentale per la comprensione della condizione umana e dell'opera di redenzione del genere umano in Gesù Cristo.

## Descrizione
Il racconto della Caduta, contenuto nel terzo capitolo del libro della Genesi, è essenzialmente un'eziologia attraverso la quale, nella cultura israelita (e da essa in quelle cristiana e islamica), si riflette sulle sofferenze e la morte che caratterizzano l'attuale condizione umana, sulla sua alienazione da Dio, sull'origine del male nel mondo e come venirne a capo. L'obiettivo principale del racconto è mettere in luce l'universalità di queste condizioni e affermare che esse non sono state desiderate da Dio. Il racconto, infatti, descrive una condizione originaria di  perfetta armonia con Dio e con le sue leggi, e quindi anche un'uguale perfetta armonia con la Natura. È da questa condizione che l'umanità sarebbe decaduta, degradata, sia dal punto di vista fisico che morale e spirituale ed è in questa stessa condizione di armonia che Dio intende riportare l'umanità. Il primo passo descritto nei libri successivi della bibbia è il ristabilimento parziale dell'armonia tramite l'Alleanza sinaitica e l'introduzione di Israele nella Terra Promessa, il nuovo "Eden". Il tema continua nella Nuova Alleanza promessa dai profeti e nel Nuovo Testamento, al cui termine viene descritto il mondo futuro con termini che ricordano l'Eden.
Il racconto della Caduta ha generato innumerevoli interpretazioni, che possono essere approssimativamente classificate in due gruppi:
- Interpretazioni sapienziali. Il racconto viene letto non come un fatto storico ma come una parabola, cioè un racconto mitico (non mitologico!) secondo una tradizione letteraria diffusa nell'antichità anche non ebraica. Secondo Gianantonio Borgonovo "risalire all'origine per spiegare il presente è un tratto tipico delle mentalità ebraica ... il che non significa avere una conoscenza in più rispetto all'origine, ma una comprensione più profonda del fatto che non c'è nessuno che non pecchi" (cfr.  1Re  8,46; Gn 8,21; Rm 3,23).[1] Anche secondo il biblista evangelico Richard E. Averbeck: "se leggiamo la storia della creazione nel modo che Dio intende che noi la leggiamo, vedremo che quello che ci insegna è direttamente correlato a cosa è osservabile nel mondo naturale e sociale in cui viviamo, sia che viviamo oggi o in un'altra epoca".[2] Secondo Luis Alonso Schökel la narrazione edenica corrisponde alle vicende storiche del popolo ebraico, che venne introdotto da YHWH in un paese dove "scorre latte e miele", ma non obbedì al comandamento di non adorare altri dei e perciò ne venne espulso. Eva che presta ascolto al serpente e Adamo che si lascia coinvolgere passivamente corrispondono a Salomone e alle sue mogli che credettero agli idoli pagani e determinarono  il crollo del regno unitario di Israele e Giuda.
- Interpretazioni giuridiche. A causa anche di un'errata traduzione in latino del v. 5,12 dell'epistola ai Romani e di alcune affermazioni deuterocanoniche (Sir 25,24; Sap 2,24) sin dal IV secolo cominciò a diffondersi un'interpretazione della Caduta come propagazione del "peccato originante" di Adamo in tutta l'umanità, cosicché essa sarebbe eternamente condannata, a meno che fosse salvata dal battesimo, da applicare quindi anche ai neonati. L'impostazione di Agostino di Ippona diede origine a controversie teologiche secolari, ma influisce tuttora sulla dottrina tradizionale della maggior parte delle chiese cristiane. Le differenze nell'interpretazione teologica della Caduta in ambito cristiano riguardano essenzialmente fino a che punto essa abbia inciso sulle facoltà dell'essere umano, in modo particolare sulla sua effettiva capacità di tornare a godere quanto è andato perduto.

Le teologie ebraica e islamica, sulla base dello stesso testo di Gn 3, non giungono a conclusioni altrettanto dogmatiche e definite, interpretandolo prevalentemente ad illustrazione della dinamica tentazione-peccato-conseguenze nell'esperienza di ogni essere umano.
Anche l'ideologia scientista, razionalista e materialista contemporanea respinge queste concezioni relegandole nell'ambito della mitologia religiosa e non corrispondente ai fatti. Lo stesso affermano quei cristiani e quegli ebrei che, distanziandosi dalle concezioni tradizionali, accolgono l'evoluzionismo (accettato anche dalla stessa Chiesa cattolica) e i fatti da esso svelati circa l'origine dell'Uomo, ma tentano in vario modo di operarne una sintesi o una revisione.
Legata alla Caduta dell'uomo, le fonti giudaiche extra-bibliche e la Bibbia cristiana parlano anche della precedente caduta di una parte delle creature angeliche che così diventano attive forze spirituali della malvagità dedite ad opporsi a Dio ed ai suoi propositi. La loro avversione a Dio ed alla creatura umana non è solo limitato ai primordi, ma si ritiene continuare attraverso la storia tanto che esse diventano di fatto corresponsabili della condizione di degrado morale e spirituale in cui si trova l'umanità loro soggetta.

## Il racconto della Genesi
Attraverso il suo tipico stile letterario, il libro della Genesi ci presenta la formazione del primo uomo e della prima donna (Adamo ed Eva) al culmine dell'attività creativa di Dio. Il racconto della Caduta è contenuto nel terzo capitolo.
Creati "a sua immagine e conformi alla sua somiglianza" (1:26), essi vengono collocati in un "giardino di delizie" (l'Eden, 2:8) e incaricati di custodirlo creativamente (il mandato creazionale, 2:15,19,20). Sebbene dotati di ampia libertà, essi non devono trasgredire alla proibizione di mangiare dell'albero "della conoscenza del bene e del male" (2:16,17a). In caso di violazione saranno inevitabilmente passibili di fatali conseguenze ("nel giorno che tu ne mangerai, certamente morirai", 2:17b).
Tentati, però, di mettere in dubbio la verità e la bontà di questa prescrizione ("Non morirete affatto" 3:4), come pure dalla vana ambizione di poter conseguire senza alcun merito una posizione maggiore di quella che era stata loro concessa ("sarete come dei", 3:5), Adamo ed Eva trasgrediscono al comandamento ricevuto (oltrepassano i limiti loro assegnati). Così "aprono gli occhi" (3:7) sull'inganno in cui sono caduti e subentra in loro il senso di colpa (rappresentata dal nascondersi fra gli alberi del giardino, 3:8). Chiamati a rispondere del loro operato ("Dio chiamò l'uomo e gli disse: 'Dove sei?'" 3:9) essi cercano inutilmente di giustificarsi coprendo la loro "nudità" (simbolo dell'impossibilità di sfuggire al giudizio di Dio, 3:10,11) ed incolpandosi a vicenda (3:12,13).
Dio pronuncia così su di loro ("serpente tentatore" compreso) la sentenza di condanna (le "maledizioni" di 3:14-20). La condanna comporta una vita che per loro, da ora in poi, sarà piena di dolori e fatiche improbe. Il peccato ha per conseguenza pure la sottomissione della donna all'uomo ("egli dominerà su di te" (3:16). La loro esistenza culminerà con la morte ("sei polvere e in polvere tornerai", 3:19), anzi, la morte in tutte le sue accezioni ne determinerà ogni aspetto perché implicita nel fatto che la Caduta comporta la separazione da Dio, fonte della vita. Viene così loro impedito  l'accesso a "l'albero della vita" (3:22) e l'uomo e la donna sono definitivamente espulsi, scacciati, dal giardino d'Eden (23,24a), allontanati dalla presenza e comunione con Dio. Infine, affinché non possano più ritornare e per "custodirne la via" vi vengono posti a guardia dei cherubini che "vibravano da ogni parte una spada fiammeggiante" (3:24b).
Il racconto prosegue con la storia delle successive generazioni, caratterizzata dal degrado e dalla corruzione morale e spirituale (violenze, ingiustizie, aberrazioni), per quanto pure segnata dallo sviluppo culturale e tecnologico (cfr. 4:21,22), ma anche dal progressivo accorciamento dell'età media dell'essere umano.
Da notare come Dio non manchi di mitigare, con la sua misericordiosa provvidenza, il castigo inflitto all'essere umano, evidenziata nel racconto dal fatto che Dio provveda a coprire "la nudità" di Adamo ed Eva con "tuniche di pelle" (3:21) ottenute attraverso il sacrificio di animali. C'è di più: nonostante l'apparente fallimento del "progetto uomo", persino allora Dio misteriosamente preannuncia il modo con il quale riscatterà il genere umano. È quello che la teologia cristiana chiama "protovangelo". Vi sarà inimicizia fra il "serpente tentatore" e la donna e la progenie di lei gli "schiaccerà il capo" (rappresentazione della futura opera del Messia, 3:15).

## L'interpretazione del racconto nell'ebraismo

### La Caduta nella letteratura giudaica antica
La prima interpretazione documentata di una Caduta come concetto teologico riguarda esseri angelici ed appare nel periodo posteriore alla chiusura del canone della Bibbia ebraica e precedente al cristianesimo (chiamato dai cristiani "intertestamentale"), un periodo di oppressione politica e conflitti interni per il popolo ebraico che contribuisce alla riflessione apocalittica sulla corruzione del mondo. Essa, così, compare negli scritti apocrifi e pseudoepigrafi, si suppone per l'influenza degli Esseni o della cultura greca.
La prima sezione del Libro di Enoch parla, sulla base di Genesi 6:1 di "vigilanti" angelici, o "satani" che, ribellatisi a Dio, letteralmente "cascano" sulla terra dal cielo, si uniscono a delle donne e generano i nephilim, i "giganti", i "decaduti" i quali diffondono nel mondo il male. Enoch afferma che l'umanità sia stata creata immortale, pura e giusta ma, a causa delle conoscenze impartite (fra cui la metallurgia ed altri saperi come la magia e l'astrologia) ad essa dal capo dei satani, Azazel, l'umanità diventa ingiusta e viene sottoposta alla morte (54.6; 8.1).
In II Esdra 3:7 si afferma che quando Adamo è punito con la morte, pure la sua posterità sarà inclusa in questo decreto. Il Siracide afferma: “Dalla donna ha avuto inizio il peccato, per causa sua tutti moriamo” (Siracide 25:24). Allo stesso modo nell'Apocalisse di Baruch (17:3) Adamo viene incolpato dell'accorciamento della vita dei suoi discendenti. In questa letteratura, però, la dottrina della Caduta non sembra essere avanzata rigidamente. In 2 Esdra 3:9 si afferma che la conseguenza della Caduta cessi con il Diluvio, allorché da Noè sorge una generazione di gente pia e che sono solo i loro discendenti che, non seguendo le loro orme, causano la corruzione sulla terra.
Filone di Alessandria, filosofo ellenistico di cultura ebraica, nella sua opera allegorica "De Mundi Opificio" § 56), considera questi gli avvenimenti della Genesi come tipologici. Secondo Filone Adamo rappresenta l'aspetto razionale della natura umana, Eva il sensuale, mentre il serpente è simbolo della lussuria e del piacere. Al seguito di Filone, l'esegeta moderno Samuel Hirsch considera la Caduta come tipica descrizione dei processi psicologici che precedono il peccato (tentazione) e che gradualmente culminano, con l'inganno di sé stessi, in atti peccaminosi.
Nella letteratura talmudica il concetto di Caduta rimane periferico. Il peccato di Adamo, secondo i rabbini del Talmud, comportò dolorose conseguenze per lui e per la terra. Dopo la Caduta la Shekhinah (la gloria di Dio) abbandona la terra (Gen. R. xix.; Tan., Peḳude, 6). L'essere umano stesso perde il suo splendore originario, l'immortalità e la statura gigantesca! L'umanità è destinata quindi alla morte, alla quale nessuno sfugge, neanche i giusti. L'antica tentazione del serpente è sufficiente per causare la morte (B. B. 17a; Shab 55b). Adamo vorrebbe, quindi, astenersi dal procreare ma, apprendendo che la Torah sarebbe stata data ad Israele, cambia idea al riguardo (Gen. R. xxi.). Attraverso il rapporto illecito di Eva con il serpente, la natura dei suoi discendenti viene corrotta e solo Israele sconfigge questo difetto fatale accogliendo al Sinai la Torah, che era stata pure offerta e respinta dalle altre nazioni (Shab. 146a; 'Ab. Zarah 22b; Yeb. 103b). Se Israele non avesse fatto il vitello d'oro, la morte sarebbe stata rimossa da Israele (Shab. 88a; comp. 'Ab. Zarah 5a).
Secondo questa letteratura, gli uomini e le donne pie possono sconfiggere, almeno parzialmente, le conseguenze della Caduta di Adamo. Abramo, Isacco, Giacobbe, Mosè, Aaronne e Miriam non subiscono la morte per mano dell'angelo vendicatore, ma muoiono con un bacio da parte di Dio e i loro corpo non sono consumati dai vermi (B. B. 17a; M. Ḳ. 28a; Derek Ereẓ Zuṭa i). Giacobbe ed altri entrano nel paradiso mentre sono in vita (Ta'an. 5b; Derek Ereẓ Zuṭa i.).
Sebbene la Caduta abbia un certo ruolo per gli scrittori del Talmud, queste nozioni sembrano essere più che altro speculazioni omiletiche che non si cristallizzano mai in dogmi definiti. La tesi di R. Ammi (Shab. 55a) fondato su Ezechiele 18:20 che afferma come la morte sia risultato solo del proprio peccato (e non quello trasmesso da Adamo) viene contrapposta a quella di Simeon b. Eleazer che afferma come la morte sia risultato della Caduta.

### Il Giudaismo moderno
Nel pensiero ebraico moderno il concetto di Caduta dell'uomo è privo di importanza dogmatica ed è sostanzialmente inteso come parabola della fenomenologia tentazione-peccato-separazione da Dio.
Il Giudaismo ortodosso. Esso considera il capitolo 3 della Genesi come fra i più belli nella Bibbia e come mostri l'inizio, il progredire ed il culminare della tentazione e delle conseguenze del peccato. Questo capitolo viene sostanzialmente considerato illustrazione, parabola, allegoria della vita di ogni anima umana – la perdita della felicità e dei rapporti con Dio attraverso la disubbidienza deliberata alla voce della coscienza, la voce di Dio, equiparandolo allo stile di altra letteratura rabbinica. Si chiede se il racconto sia da considerare letterale o figurativo, se il serpente rappresenti Satana oppure no, ma esso non viene indicato come di importanza cardinale per la fede dell'ebreo. Si indica come in questo capitolo vengano evidenziate sostanzialmente due verità religiose: la serietà del peccato ed il libero arbitrio umano. C'è una distinzione eterna fra giusto e sbagliato, fra bene e male. Vi sono sempre state voci (“voci di serpente”) che deridono gli imperativi etici negando che il male che si commette sfidando la legge di Dio non comporti conseguenze. Questo capitolo, quindi, ammonisce contro queste voci insidiose e fatali. D'altro canto all'essere umano è stato dato di scegliere d'operare per o contro Dio. Non è la conoscenza del male, ma il soccombere ad esso, ad essere mortale. Il nostro destino è nelle nostre mani. Abbiamo il potere di resistere alle suggestioni del peccati e di provarcene superiori. Inoltre, attraverso l'umile ravvedimento possiamo riparare al male compiuto e riconciliarci con Dio. Il Giudaismo ortodosso afferma, così che l'immagine di Dio nell'essere umano non viene mai, né la capacità di fare il bene agli occhi di Dio. Questo non è stato trasmesso ai loro discendenti. Sebbene alcuni rabbini parlino occasionalmente della corresponsabilità di Eva istigata dal serpente nell'avvelenare l'umanità, essi affermano che l'antidoto a tale veleno vada cercato al Sinai, presupponendo come la Legge di Dio sia l'unico baluardo contro le devastazioni dell'animalismo e dell'empietà. I Salmi parlano spesso di peccato e colpevolezza, ma non si fa riferimento ad una primordiale Caduta. La preghiera mattutina dell'Israelita recita: “Mio Dio, l'anima che Tu mi hai dato è pura”, come pure: “Così come l'anima è pura quando comincia la sua carriera terrena, così l'uomo ritorna puro al suo Fattore” (Midrash).
La scuola critica considera le concezioni sulla Caduta alla luce dei tentativi di molte culture di risolvere il problema di cui si occupa Genesi 3, cioè l'origine del male. Viene rilevato come esse siano colpite dalla fondamentale unità psichica dell'umanità e giungano a conclusioni simili. Nelle religioni antiche, il peccato e la sofferenza, la disapprovazione degli dei e la miseria umana, sono elementi collegati. Dato che l'essere umano soffre, lotta e muore, - si afferma - questo fato lo induce a pensare che sia causato dalla disubbidienza alla volontà di Dio e dall'ignorare i suoi comandamenti. Nelle organizzazioni tribali la responsabilità di ciascun membro del clan incide sul destino comune. Le colpe dei padri coinvolge nelle sue conseguenze anche i figli. Questi due fattori – il primo psicologico e religioso, il secondo sociologico (così afferma la scuola critica ebraica) sono note dominanti nei vari racconti che parlano come la felicità originaria e l'immortalità sia stata pregiudicata dal peccato umano.
La biologia e l'antropologia, inoltre, viene sottolineato, sono d'accordo nel dimostrare non esservi traccia alcuna del supposto stato di perfezione e di innocenza morale originaria. Non vi sarebbe quindi prova di una Caduta fisica o morale. Sarebbe però vero l'opposto, cioè che vi sia un progresso che proceda dall'imperfezione primitiva. Si suppone così che il racconto di Genesi 3-12 appartenga ad un ciclo di adattamenti dei miti assiro-babilonesi sulla creazione e le origini, sebbene non sia ancora stata trovata nelle tavolette d'argilla un'esatta corrispondenza del racconto sulla tentazione e sull'espulsione. Su un cilindro babilonese è rappresentato due figure umane con un serpente dietro di loro che si protendono verso il frutto di un albero, ma al riguardo non possono essere tratte significative conclusioni. Il mito biblico elabora pure elementi culturali. Riflette la consapevolezza che nell'antichità l'essere umano fosse vegetariano e nudo e che gradualmente giunge a rivestirsi con foglie e pelli d'animale.
La studiosa Lyn Bechtel, della Drew Theological School esplora i presupposti scritturali dell'etica ecologica. Il gioco di parole ha-adama/ha-adam in: “Dio il SIGNORE formò l'uomo dalla polvere della terra, gli soffiò nelle narici un alito vitale e l'uomo divenne un'anima vivente” (Genesi 2:7) dimostra un'intima connessione dell'essere umano con la terra. Lavora la terra, produce cibo (2:5; 3:23) e a suo tempo, alla morte, ritornerà alla terra (3:19). Bechtel sostiene che il testo ebraico, lungi dall'implicare una dottrina della Caduta, suggerisce una transizione terrena di maturazione attraverso la vita e la morte.

## L'interpretazione del racconto nel cristianesimo

### La Caduta nella teologia biblica cristiana
L'espressione "caduta dell'uomo" non è contenuta, come tale, nella Bibbia. Nel libro del profeta Isaia, però, troviamo un testo che potrebbe esserne la parabola e che, di fatto, è pure stato usato per descrivere la Caduta del capo delle creature angeliche ribelli a Dio. Si riferisce alla Caduta di Babilonia.
 La tentazione a "salire in cielo", ad essere "simile all'Altissimo" è esattamente quella accolta da Adamo ed Eva.  Il tentatore, infatti, ingannevolmente propone loro: "Sarete come Dio" (Genesi 3:3). Ovviamente la cosa non si realizza. Quel che accade, al contrario, non è la loro promozione, ma il loro degrado, e la conclusione è: "Sei caduto", "ti hanno fatto discendere nel soggiorno dei morti, nelle profondità della fossa!". L'essere umano non è "salito in cielo", ma  è ritornato nella polvere, "nella terra da cui fosti tratto" (Genesi 3:19). Rispetto a prima, così, l'essere umano dà di sé un ben misero spettacolo. "È questo l'uomo che faceva tremare la terra?". Sono queste le creature eccelse alle quali Dio aveva detto: "Abbiano dominio sui pesci del mare, sugli uccelli del cielo, sul bestiame, su tutta la terra e su tutti i rettili che strisciano sulla terra" (Genesi 1:26)? Ora gli esseri umani sono creature decadute. La Caduta dell'uomo e la condizione risultante è ribadita ed espressa chiaramente nell'intero complesso del suo insegnamento.Al capitolo 5 della lettera ai Romani, dopo aver parlato degli effetti della giustificazione ottenuta per fede (5:1-11) l'Apostolo scrive:
 L'Apostolo qui descrive la condizione umana attuale come conseguenza o proseguimento di qualcosa che è avvenuto ai primordi della storia umana: "Perciò, come per mezzo di un solo uomo il peccato è entrato nel mondo, e per mezzo del peccato la morte, e così la morte è passata su tutti gli uomini, perché tutti hanno peccato" (12).
- Egli presuppone come un dato di fatto che il peccato sia entrato nel mondo per mezzo di un solo uomo e, per mezzo del peccato, la morte.
- Egli presuppone che l'umanità discenda da quest'unico uomo (che poi identificherà con Adamo) e che questi sia veramente esistito nella storia.
- Egli presuppone che la sua discendenza (cioè tutti gli esseri umani) siano stati coinvolti nelle conseguenze del suo peccato.
- Questo per lui non significa che l'umanità sia stata innocentemente coinvolta e sia priva di colpa, ma pure presuppone che tutti abbiano peccato con lui e che come lui siano colpevoli dello stesso peccato.
- Così come con lui e in lui abbiamo peccato e siamo colpevoli, così la condanna che egli ha subito a causa del suo peccato "è passata su tutti gli uomini". Come la morte coinvolge tutti gli esseri umani senza eccezione, così il peccato e le sue conseguenze coinvolgono tutti gli esseri umani che da lui discendono. Questo effetto universale deve avere una causa universale: una condizione universale di peccato.

La nostra condizione, secondo questo insegnamento, è caratterizzata dal peccato e dalla morte e questo ha una causa ben precisa: ciò che è avvenuto al tempo di Adamo. L'umanità è considerata un tutt'uno ed esiste una sincronia ed un'identificazione fra il peccato di Adamo e il nostro. L'umanità con Adamo e in Adamo è caduta, decaduta."...con una sola trasgressione la condanna si è estesa a tutti gli uomini... per la disubbidienza di un solo uomo i molti sono stati resi peccatori" (18, 19). L'Apostolo qui non si riferisce a peccati specifici delle persone, perché la morte ha regnato "da Adamo fino a Mosè" (cioè indipendentemente dalla specificazione dei reati che la legge di Dio condanna), ma si riferisce ad una condizione di peccato che tutti ci accomuna: il fatto di aver scelto di vivere senza Dio e contro Dio (di essere in rivolta contro di lui). "La legge poi è intervenuta a moltiplicare la trasgressione" (20), specificandola e mostrando fino a che punto essa si estende. Nessuno di noi, così è innocente come lo potevano essere i nostri progenitori prima del peccato: siamo tutti peccatori, tutti colpevoli, tutti giustamente passibili della condanna comminata ad Adamo. Di fatto, non solo la nostra esistenza termina con la morte, ma è vissuta, in ogni suo aspetto, all'insegna della morte, come una maledizione che sovrasta tutto ciò che siamo e facciamo. Lo stato di corruzione in cui ci troviamo non riguarda solo le malattie a cui siamo soggetti e la morte, ma è soprattutto una congenita corruzione morale e spirituale.
In che modo la nostra condizione non è più quella che era una volta a causa del peccato? In che modo essa è vissuta "all'insegna della morte"? Questo è chiaramente presentato già nell'Antico Testamento.
- Genesi 6:5 "Il SIGNORE vide che la malvagità degli uomini era grande sulla terra e che il loro cuore concepiva soltanto disegni malvagi in ogni tempo".
- 1 Re 8:46 "Quando peccheranno contro di te, poiché non c'è uomo che non pecchi, e ti sarai sdegnato contro di loro...".
- Salmo 14:1-3; 39:5 "Lo stolto ha detto in cuor suo: «Non c'è Dio». Sono corrotti, fanno cose abominevoli; non c'è nessuno che faccia il bene. Il SIGNORE ha guardato dal cielo i figli degli uomini, per vedere se vi è una persona intelligente, che ricerchi Dio. Tutti si sono sviati, tutti sono corrotti, non c'è nessuno che faccia il bene neppure uno... Ecco, tu hai ridotto la mia esistenza alla lunghezza di qualche palmo, la mia durata è come nulla davanti a te; certo, ogni uomo, benché saldo in piedi, non è che vanità".
- Geremia 17:9 "Il cuore è ingannevole più di ogni altra cosa, e insanabilmente maligno; chi potrà conoscerlo?".

Questa situazione è chiaramente rilevata dallo stesso Gesù:
- Parlando del matrimonio e del divorzio, Gesù fa riferimento alla situazione molto diversa delle origini, al tempo di Adamo ed Eva: "Gesù disse loro: «Fu per la durezza dei vostri cuori che Mosè vi permise di mandare via le vostre mogli; ma da principio non era così" (Matteo 19:8).
- Gesù parla della corruzione del cuore umano: "Diceva inoltre: «È quello che esce dall'uomo che contamina l'uomo; perché è dal di dentro, dal cuore degli uomini, che escono cattivi pensieri, fornicazioni, furti, omicidi, adulteri, cupidigie, malvagità, frode, lascivia, sguardo maligno, calunnia, superbia, stoltezza. Tutte queste cose cattive escono dal di dentro e contaminano l'uomo»" (Marco 7:20-23).
- Quella di Gesù, così, è una "missione di recupero" di un'umanità perduta: "Poiché il Figlio dell'uomo è venuto a salvare ciò che era perduto" (Matteo 18:11).

L'apostolo Paolo specifica altri aspetti di questa condizione:
- Il nostro cuore è privo di intelligenza spirituale ed è ottenebrato:  "...perché, pur avendo conosciuto Dio, non l'hanno glorificato come Dio, né l'hanno ringraziato; ma si sono dati a vani ragionamenti e il loro cuore privo d'intelligenza si è ottenebrato... Me infelice! Chi mi libererà da questo corpo di morte?  ...infatti ciò che brama la carne è inimicizia contro Dio, perché non è sottomesso alla legge di Dio e neppure può esserlo" (Romani 1:21; 7:24; 8:7; cfr. Romani 2:1-29).
- La nostra mente è spiritualmente ottusa, essendo stata accecata al "dio di questo mondo" l'ha accecata: "Ma le loro menti furono rese ottuse; infatti, sino al giorno d'oggi, quando leggono l'antico patto, lo stesso velo rimane, senza essere rimosso, perché è in Cristo che esso è abolito... per gli increduli, ai quali il dio di questo mondo ha accecato le menti, affinché non risplenda loro la luce del vangelo della gloria di Cristo, che è l'immagine di Dio" (2 Corinzi  3:14; 4:4).
- L'essere umano è chiamato "uomo naturale" a differenza di ciò che può diventare quando è rigenerato dallo Spirito di Dio: "Ma l'uomo naturale non riceve le cose dello Spirito di Dio, perché esse sono pazzia per lui; e non le può conoscere, perché devono essere giudicate spiritualmente" (1 Corinzi 2:14).
- Siamo "morti nelle nostre colpe e nei nostri peccati", "figli d'ira": "Dio ha vivificato anche voi, voi che eravate morti nelle vostre colpe e nei vostri peccati, ai quali un tempo vi abbandonaste seguendo l'andazzo di questo mondo, seguendo il principe della potenza dell'aria, di quello spirito che opera oggi negli uomini ribelli. Nel numero dei quali anche noi tutti vivevamo un tempo, secondo i desideri della nostra carne, ubbidendo alle voglie della carne e dei nostri pensieri; ed eravamo per natura figli d'ira, come gli altri... Perciò, ricordatevi che un tempo voi, stranieri di nascita, chiamati incirconcisi da quelli che si dicono circoncisi, perché tali sono nella carne per mano d'uomo, voi, dico... con l'intelligenza ottenebrata, estranei alla vita di Dio, a motivo dell'ignoranza che è in loro, a motivo dell'indurimento del loro cuore. Essi, avendo perduto ogni sentimento, si sono abbandonati alla dissolutezza fino a commettere ogni specie di impurità con avidità insaziabile. Ma voi non è così che avete imparato a conoscere Cristo. Se pure gli avete dato ascolto e in lui siete stati istruiti secondo la verità che è in Gesù, avete imparato per quanto concerne la vostra condotta di prima a spogliarvi del vecchio uomo che si corrompe seguendo le passioni ingannatrici" (Efesini 2:1-3,11,12 4:18-22).
- L'essere umano "naturale" è estraneo a Dio e suo nemico: "E voi, che un tempo eravate estranei e nemici a causa dei vostri pensieri e delle vostre opere malvagie" (Colossesi 1:21).
- L'Apostolo, con Giovanni, considera l'essere umano solo "carne": "Quello che è nato dalla carne, è carne; e quello che è nato dallo Spirito, è spirito... " (Giovanni 3:6) che altro non può che compiere "opere della carne": "Ora le opere della carne sono manifeste, e sono: fornicazione, impurità, dissolutezza, idolatria, stregoneria, inimicizie, discordia, gelosia, ire, contese, divisioni, sètte,  invidie, ubriachezze, orge e altre simili cose; circa le quali, come vi ho già detto, vi preavviso: chi fa tali cose non erediterà il regno di Dio" (Galati  5:19-21).
- Indubbiamente tutti "muoiono in Adamo": "Poiché, come tutti muoiono in Adamo, così anche in Cristo saranno tutti vivificati" (1 Corinzi 15:22).

Da tutto questo Cristo Gesù è venuto a salvare. Se le cose stanno come ce le rivela il Nuovo Testamento, in sintonia con l'Antico, c'è speranza al di fuori del ravvedimento e della fede in Cristo? "No, vi dico; ma se non vi ravvedete, perirete tutti allo stesso modo" (Luca 13:13); "E non temete coloro che uccidono il corpo, ma non possono uccidere l'anima; temete piuttosto colui che può far perire l'anima e il corpo nella geenna" (Matteo 10:28).

### La patristica
Ireneo di Lione evita di parlare di una Caduta a livello cosmico. Limitando il peccato di cui parla l'apostolo Paolo all'ambito umano, Ireneo suggerisce che le creature non umane continuano ad ubbidire alla volontà di Dio: la natura conserva la sua bontà anche dopo la Caduta.
Agostino d'Ippona intensifica ulteriormente l'interpretazione antropocentrica della Caduta che, indirettamente esonera la creazione non umana. Per lui la creazione è piena di bellezza e di bontà, il che dimostra la natura del Creatore, che è bellezza in sé stesso. La scelta umana sta all'origine della Caduta. La maledizione interessa solo la vita umana: la sofferenza e la morte sono ereditate da tutti gli umani (il peccato originale) come castigo di Dio.

### Il Cattolicesimo romano
Secondo il Catechismo della Chiesa Cattolica, “grazie alla comune origine, il genere umano forma un'unità” (360). Essa, interpretando il simbolismo del linguaggio biblico “alla luce del Nuovo Testamento e della Tradizione”, insegna che Adamo ed Eva, nostri progenitori, siano stati costituiti in “uno stato di santità e di giustizia originali” e che questo fosse “partecipazione alla vita divina” (375). Per il loro peccato andò perduta tutta l'armonia della giustizia originale che Dio, nel suo disegno, aveva previsto per l'uomo (379). Esso afferma che il racconto della Caduta utilizza un linguaggio di immagini, ma espone un avvenimento primordiale, un fatto che è accaduto all'inizio della storia dell'uomo e che impartisce “la certezza di fede” che tutta la storia umana è segnata dalla colpa originale “liberamente commessa dai nostri progenitori” (390).
Tutti gli uomini, così, sono coinvolti nel peccato di Adamo nella stessa misura che l'apostolo Paolo contrappone all'universalità della salvezza in Cristo (402). Il Cattolicesimo, perciò, dichiara che, “Sulle orme di san Paolo ha sempre insegnato che l'immensa miseria che opprime gli uomini e la loro inclinazione al male e alla morte non si possono comprendere senza il loro legame con la colpa di Adamo e prescindendo dal fatto che egli ci ha trasmesso un peccato dal quale tutti nasciamo contaminati e che è “morte dell'anima”.
Per questa “certezza di fede, esso amministra il Battesimo per la remissione dei peccati anche ai bambini che non hanno commesso peccati personali” (403).
Alla domanda: “In che modo il peccato di Adamo è diventato il peccato di tutti i suoi discendenti?” esso risponde: “Tutto il genere umano è in Adamo “sicut unum corpus unius hominis - come un unico corpo di un unico uomo”. Per questa “unità del genere umano” tutti gli uomini sono coinvolti nel peccato di Adamo, così come tutti sono coinvolti nella giustizia di Cristo”. “Tuttavia,” esso prosegue, “la trasmissione del peccato originale è un mistero che non possiamo comprendere appieno. Sappiamo però dalla Rivelazione che Adamo aveva ricevuto la santità e la giustizia originali non soltanto per sé, ma per tutta la natura umana: cedendo al tentatore, Adamo ed Eva commettono un peccato personale, ma questo peccato intacca la natura umana, che essi trasmettono in una condizione decaduta. Si tratta di un peccato che sarà trasmesso per propagazione a tutta l'umanità, cioè con la trasmissione di una natura umana privata della santità e della giustizia originali. Per questo il peccato originale è chiamato “peccato” in modo analogico: è un peccato “contratto” e non “commesso”, uno stato e non un atto” (404).
In base a tale visione dobbiamo discendere da una singola coppia (monogenismo stretto). Ma il monogenismo può essere falsificato da dati sperimentali, e il monogenismo stretto è difficilmente sostenibile da un punto di vista scientifico.
Il Catechismo, però, si premura di specificare che: “Il peccato originale, sebbene proprio a ciascuno, in nessun discendente di Adamo ha un carattere di colpa personale. Consiste nella privazione della santità e della giustizia originali, ma la natura umana non è interamente corrotta: è ferita nelle sue proprie forze naturali, sottoposta all'ignoranza, alla sofferenza e al potere della morte, e inclinata al peccato (questa inclinazione al male è chiamata “concupiscenza”)”. Per questo, conclude: “Il Battesimo, donando la vita della grazia di Cristo, cancella il peccato originale e volge di nuovo l'uomo verso Dio; le conseguenze di tale peccato sulla natura indebolita e incline al male rimangono nell'uomo e lo provocano al combattimento spirituale” (405). Questa dottrina, afferma il Cattolicesimo: “offre uno sguardo di lucido discernimento sulla situazione dell'uomo e del suo agire nel mondo. In conseguenza del peccato dei progenitori, il diavolo ha acquisito un certo dominio sull'uomo, benché questi rimanga libero. Il peccato originale comporta “la schiavitù sotto il dominio di colui che della morte ha il potere, cioè il diavolo”. Ignorare che l'uomo ha una natura ferita, incline al male, è causa di gravi errori nel campo dell'educazione, della politica, dell'azione sociale e dei costumi. Esso ne conclude: “Con il Concilio di Trento, che il peccato originale viene trasmesso insieme con la natura umana, "non per imitazione ma per propagazione", e che perciò è "proprio a ciascuno" (419).
Il Concilio di Trento minaccia di scomunica chi neghi la realtà della Caduta, come pure chi, negandola, rifiuta l'amministrazione del battesimo ai bambini.
Il teologo "cattolico-modernista" Vito Mancuso ha contestato questo dogma definendolo "un'offesa alla creazione, un insulto alla vita, uno sfregio all'innocenza e alla bontà della natura, alla sua origine divina".

### La Riforma protestante
I principali riformatori protestanti del XVI secolo ed il pensiero protestante come espresso dalle sue classiche confessioni di fede, riafferma la Caduta nei termini del Nuovo Testamento, dichiarando che l'intera natura umana sia ora corrotta, spiritualmente morta (non semplicemente ferita o malata), e mettendone in rilievo gli effetti radicalmente disabilitanti. Il Protestantesimo nega pure che il battesimo abbia in sé stesso il potere di cancellare gli effetti della Caduta e che vi rimedi dando la capacità all'essere umano di rispondere alla grazia di Dio. Il Protestantesimo afferma che è la rigenerazione ad opera dello Spirito Santo ad impartire agli eletti la capacità di rispondere con il ravvedimento e la fede all'Evangelo della grazia. Questa rigenerazione non avviene perciò con il battesimo (che solo suggella la promessa dell'Evangelo senza garantirla) ma quando una persona giunge effettivamente alla fede.

#### Le Tre formule di unità
Il Catechismo di Heidelberg alla domanda: “Da dove proviene lo stato corrotto dell'uomo? (7)”, risponde: “Dalla caduta e disubbidienza dei nostri progenitori, Adamo ed Eva, nel Paradiso; per il che la nostra natura è divenuta così viziata (corrotta) che noi tutti siamo stati concepiti e siamo nati nel peccato”. La domanda 8 poi chiede: “Siamo talmente corrotti da essere incapaci del benché minimo bene e portati ad ogni sorta di male?
”, al che risponde: “Si, a meno che non nasciamo di nuovo mediante lo Spirito di Dio”. Si presuppone così la Caduta ci abbia totalmente corrotti e resi incapaci al bene (rispetto ai criteri di Dio). Non si fa alcuna menzione del ruolo risanatore del battesimo a cui la posizione cattolica fa riferimento.
La Confessione di fede belga afferma: “Noi crediamo che Dio ha creato l'uomo dalla polvere della terra, e lo ha fatto e formato a sua immagine e somiglianza, buono, giusto e santo, in grado con la sua volontà di accordarsi in tutto, alla volontà di Dio; ma quando è stato in onore, non ne ha saputo nulla; e non ha riconosciuto la sua eccellenza, ma si è volontariamente assoggettato al peccato, e di conseguenza alla morte e alla maledizione, prestando orecchio alla parola del diavolo. Infatti egli ha trasgredito il comandamento della vita che aveva ricevuto, e per mezzo del suo peccato si è separato da Dio, che era la sua vera vita, avendo corrotto l'intera sua natura, per cui si è reso colpevole della morte fisica e spirituale, ed essendo divenuto malvagio, perverso, corrotto in tutte le sue vie, ha perduto tutti i suoi doni eccellenti che aveva ricevuto da Dio, non essendone rimaste in lui che piccole tracce, che sono sufficienti per rendere l'uomo inescusabile, dato che tutto ciò che è luce in noi è convertito in tenebre, come ci insegna la Scrittura” (14).
I Canoni di Dordrecht affermano: “Poiché tutti gli uomini hanno peccato e si sono resi colpevoli della maledizione e della morte eterna, Dio non avrebbe fatto torto a nessuno se avesse voluto lasciare tutto il genere umano nel peccato e nella maledizione, e se avesse voluto condannarlo a causa del peccato, secondo queste parole dell'apostolo” (I). Al capitolo III/IV: “...essendosi allontanato da Dio sotto l'influsso del Diavolo e ciò per sua spontanea volontà, si è privato da solo di questi eccellenti doni. Ha invece attirato su di sé, la cecità, le orrendi tenebre, la vanità e la perversità di giudizio nel suo capire, la cattiveria, la ribellione e la durezza nella sua volontà e nel suo cuore, come pure l'impurità in ogni suo affetto” (1); “Com'è stato corrotto l'uomo dopo la sua caduta, così lo sono stati i suoi figli. la corruzione, secondo il giusto parere di Dio, è derivata da Adamo e s'è riversata su tutta la sua posterità ad eccezione di Gesù Cristo, e ciò non per imitazione come sostenevano i seguaci di Pelagio, ma per propagazione della natura corrotta” (2); “Tutti gli uomini sono perciò concepiti nel peccato e nascono figli di collera, incapaci di ogni bene salutare, propensi al male, morti nel peccato e schiavi del peccato. Senza la grazia dello Spirito che rigenera, non vogliono, né possono tornare a Dio, né correggere la loro natura depravata e nemmeno portarvi un miglioramento” (3); “È vero che dopo la caduta, è sopravvissuta nell'uomo una luce naturale. Grazie ad essa egli conserva una certa conoscenza di Dio e delle cose naturali, discerne tra l'onesto e il disonesto e dimostra di possedere una certa pratica ed una certa ricerca della virtù, nonché una disciplina esterna. Ma non è certo con questa luce naturale che potrà giungere alla conoscenza salutare di dio e convertirsi a Lui, poiché non usa neanche rettamente le cose naturali e civili, e tenta in vari modi, anzi, di spegnere questa luce e di mantenerla nell'ingiustizia, essendo così senza scuse davanti a Dio” (4).
La Confessione di fede di Westminster (VI). "I nostri progenitori sedotti dall'astuzia e dalla tentazione di Satana, peccarono mangiando il frutto proibito. È piaciuto a Dio, secondo il suo saggio e santo consiglio, permettere questo loro peccato, avendo deciso di usarlo alla sua propria gloria (1). Essi decaddero, per questo peccato, dalla loro rettitudine originale e dalla loro comunione con Dio. Nel peccato conobbero la morte e si contaminarono totalmente in ogni loro parte e in ogni loro facoltà fisica e spirituale (2). Essendo essi la radice di tutta l'umanità, il loro peccato venne imputato alla loro posterità, e ad essa fu trasmessa, attraverso l'ordinario processo di generazione, la stessa morte nel peccato e la stessa natura corrotta" (3). Tutte le effettive trasgressioni sono la conseguenza di questa corruzione originaria che ci ha resi inadatti, inabili ed avversi ad ogni bene e totalmente inclini ad ogni male" (4). Durante questa vita, la corruzione della natura permane anche in coloro che sono rigenerati. Benché perdonata e mortificata per mezzo di Cristo, questa natura corrotta con tutte le sue tendenze, è infatti veramente e propriamente peccaminosa (5). Ogni peccato, sia quello originale che effettivo, essendo una trasgressione della giusta legge di Dio, e quindi ad essa contrario, sottopone il peccatore, per sua propria natura, al giudizio di Dio, lo rende passibile dell'ira di Dio e della maledizione della legge, e così alla morte, con tutte le miserie spirituali, temporali ed eterne ad essa attinenti (6).

### L'ortodossia orientale
Un Catechismo ortodosso dichiara: “Tutta la creazione, da quel giorno, geme e soffre perché subisce le conseguenze del peccato d'Adamo, e ogni uomo è indotto al peccato. Per un solo uomo il peccato entrò nel mondo e, attraverso il peccato, la morte. Così la morte ha raggiunto tutti gli uomini e, a causa della morte, tutti peccano. La morte ha regnato anche su quanti non hanno peccato a somiglianza della trasgressione d'Adamo” (Catechismo ortodosso).
L'ortodossia orientale respinge l'idea che la colpevolezza per il peccato originale si sia trasmessa attraverso le generazioni e ritiene che ogni persona sia responsabile solo dei propri peccati. Essa insegna come la Caduta non abbia interamente pregiudicato le facoltà spirituali dell'essere umano, ma solo trasmesso una tendenza al male. ed altri, caratterizzano il cambiamento nella natura umana in seguito alla Caduta come l'introduzione di una “volontà deliberativa” (θέλημα γνωμικόν) in opposizione alla “volontà naturale” (θέλημα φυσικόν) creata da Dio che tende verso il bene. È così che l'ortodossia orientale legge nella lettera ai Romani come i non cristiani ancora possano agire secondo la loro coscienza. Adamo è considerato solo come prototipo (dato che la natura umana è stata degradata) di ogni futuro peccatore, ciascuno dei quali, nel ripetere il peccato di Adamo, porta la responsabilità solo dei propri peccati. Il peccato di Adamo non si comprende solo come disubbidienza al comandamento di Dio, ma come cambiamento nella gerarchia umana dei valori, il passaggio, cioè dal teocentrismo all'antropocentrismo, incoraggiato dall'oggetto del suo desiderio, al di fuori di Dio, in questo caso l'albero “desiderabile come cibo”, qualcosa di desiderabile.
“Se proseguiamo nel racconto biblico notiamo, infatti, come l'uomo caduto nel peccato primordiale diventi un'altra persona. Perde la somiglianza divina pur conservandone l'immagine. A partire da quest'istante avvengono una serie di disgrazie che possono essere riassunte nella rottura della relazione dell'uomo con Dio, con sé stesso, con il suo simile e con la natura. L'uomo ha paura e si nasconde, percepisce la sua nudità e ne prova vergogna, scarica sul suo simile la responsabilità d'una azione nella quale vi ha concorso. Queste particolarità comportamentali sfociano in aperta tragedia nel caso del racconto di Caino e Abele finendo per amplificare ulteriormente la distanza tra l'uomo e il creato. (...) D'ora in poi, un'ombra oscura attraversa la storia dell'umanità e la storia di qualunque uomo che rinnova, nella sua vita, la vicenda di Adamo e di Caino. Esiste, allora, un modo per ricondurre questa frantumazione alla sua primigenia unità e per operare una guarigione? La triste storia umana è, d'ora in avanti, chiamata ad attraversare la valle delle lacrime ma non finisce in tragedia. Ne è presagio il fatto che l'uomo, pur avendo deturpato la somiglianza divina, conserva sempre l'immagine. ricorda: 'Il Figlio di Dio è il pittore di quest'immagine [divina nell’uomo]: e poiché tale e così grande è il pittore, la sua immagine non può essere oscurata per l'incuria, ma non può essere cancellata per la malvagità. Infatti l’immagine di Dio rimane sempre, anche se tu vi sovrapponi l'immagine del terrestre'” (Collegamento).

### La Caduta nel pensiero cristiano moderno
Nell'era moderna, nonostante l'influsso della critica biblica e dello scientismo, il tema della Caduta rimane un'importante categoria teologica soprattutto per le sue implicazioni nell'ecologia. Nella tradizione di Calvino, il teologo tedesco Jürgen Moltmann trova una perfetta conoscenza “primordiale” di Dio nel paradiso che “ora esiste solo in forma rudimentale” a causa del problema del peccato e di un mondo naturale corrotto. Queste “tracce della creazione iniziale” anticipano la perfezione priva di peccato e di morte del mondo a venire. Reinhold Niebuhr respinge la sua tradizione luterana scartando il male naturale o la morte come inevitabile alla nostra condizione di creature. Il male non è nella natura ma è una possibilità implicita alla libertà umana. La Caduta di Adamo ed Eva simboleggia la libertà umana di usare poteri sia creativi che distruttivi, il bene o il male. Per Niebuhr il peccato sorge quando l'umanità fa uso distruttivo della sua libertà a causa dei suoi tentativi egocentrici di diventare come dei e sconfiggere la sua finitudine.
Max Stackhouse, professore di etica cristiana al Princeton Theological Seminary rappresenta una varietà di tradizione riformata che approva la nozione di un mondo naturale decaduto nel quale dimora il male. Sebbene la creazione porti in sé la sua bontà originale, tutta la natura, per lo Stackhouse è indubbiamente decaduta ed esige che sia tenuta a bada dall'intervento umano. Facendo eco a Bacone, egli sostiene che l'intelligenza umana e la tecnologia debba essere usata per curare le disfunzioni della natura e riportare la natura decaduta più vicina alle intenzioni del Creatore.
Per contrasto, il teologo ecologista John Clateworthy condanna tali tentativi di “aggiustare” la natura respingendo l'idea che essa sia decaduta e mettendo in rilievo come la scienza e la tecnologia abbiano già causato fin troppi danni.
È per questo che i teologi contemporanei trovano problematica la dottrina della Caduta in un'epoca di crisi ecologica come la nostra. Per Rosemary Radford Ruether studiosa femminista e teologa americana, credere in una natura decaduta ha consentito che la condizione del pianeta fosse trascurata e che fosse respinta la comunione che noi abbiamo con gli animali, le piante e la terra e che non fosse rispettato il ciclo di vita e morte. La teologa brasiliana Ivone Gebara crede che finitudine e tragedia sia e sarà sempre parte della vita sulla terra. È così che, per lei, il peccato originale non causò la Caduta nella mortalità. Per la Gebara, il peccato originario proviene dai tentativi organizzati degli umani di sfuggire alla mortalità ed alla vulnerabilità attraverso la manipolazione della vita animale, della terra e degli altri umani.
Vi sono altre teologie contemporanee che pure affermano le opere della natura, attraverso però interpretazioni alternative della Caduta. Nella teologia del processo ogni livello di realtà comporta gradi di libertà permettendo di scostarsi dalla volontà divina. La natura è decaduta a causa delle occasioni in cui sono state respinte le lusinghe di Dio. Su questa linea il teologo Jay McDaniel (panenteista), nel riflettere su come la Caduta spieghi la violenza e la sofferenza in natura, critica l'antropocentrismo della dottrina tradizionale come pure il presupposto che la violenza e la sofferenza siano solo il risultato della disubbidienza alla volontà divina. Il rapporto predatore-preda si è evoluto molto tempo prima che sorgesse sulla terra l'essere umano. Non c'è stato mai un momento sulla terra in cui non vi fosse violenza. La vita dell'uno dipende dalla morte dell'altro. Le creature cooperano con l'attrazione esercitata da Dio creando la forma di sostentamento predatoria, chiamata dal McDaniel “la Caduta in alto”. Dio chiama all'esistenza forme più avanzate di vita e questo implica il rischio che le creature facciano esperienza di maggior dolore proprio quando aumentano le opportunità di godimento.
Una Caduta cagionata dagli umani, però, non persuade gli studiosi che equiparano l'Eden al tempo dei cacciatori e dei raccoglitori. Il loro stile di vita considera la natura come propria dimora e la vita come sacra. Una società di cacciatori e di raccoglitori (che non coltiva né alleva ma si avvale solo di ciò che trova) può essere considerata in qualche modo innocente come Adamo ed Eva. L'agro-ecologista Wes Jackson trova “la Caduta” nella trasformazione della società nel modello di vita agricola. Mali come la guerra sistematica, il patriarcato, la schiavitù e la rovina ecologica sorgono durante quest'era. L'agricoltura, gli stanziamenti, la crescita della popolazione, la distruzione degli habitat animali ecc. alienano gli umani dalle specie non umane.
Il concetto di Caduta, negli studi moderni, sorge o come avvenimento umano o come avvenimento cosmico. La nozione paolina di “creazione decaduta” riappare durante la Riforma e nella tradizione riformata contemporanea. Gli studi più recenti, però, pure criticano la Caduta cosmica per avere incoraggiato l'estraniamento dagli ecosistemi. Alcuni studiosi reinterpretano una distintiva “Caduta” umana dall'armonia con la natura, altri de-costruiscono del tutto il concetto di Caduta per riaffermare la morte e la sofferenza come dato naturale ed integrale al processo della natura.

## Il Mormonismo
Il Mormonismo, sulla base delle proprie Scritture sacre, considera la Caduta di Adamo come un avvenimento necessario alla storia della terra.

## L'islam
Il Corano riprende il racconto della Genesi identificando esplicitamente il tentatore con Satana e spiegando il motivo per il quale Satana causa la rovina dell'essere umano. Dio annuncia agli angeli che avrebbe creato un vicario, luogotenente (Al-Baqara Archiviato il 2 aprile 2015 in Internet Archive. 2:30), cioè l'essere umano. Gli angeli lo mettono in questione, domandandosi perché mai Dio creerebbe qualcuno che abbia la capacità di disubbidirgli. Dio, poi comanda agli angeli di prostrarsi di fronte ad Adamo. Gli angeli si prostrano ma Iblīs (Satana) per orgoglio rifiuta di farlo. A causa della sua disubbidienza Dio lo maledice. Iblis, così, giura di vendicarsi e promette di sviare e rovinare Adamo e la sua progenie. Induce così Adamo ed Eva a mangiare dall'albero che era stato loro proibito da Dio. Per la loro disubbidienza Dio ordina che Adamo ed Eva siano banditi dal paradiso e relegati sulla terra per un tempo limitato (fino al giorno del giudizio) (Al-A'râf Archiviato il 24 settembre 2005 in Internet Archive. 7:11-27).
L'Islam non sostiene però l'idea di un peccato originale che si trasmetta alla sua discendenza. L'espulsione dal paradiso, causata dall'inganno di Satana, è perdonata e non comporta conseguenze per il resto dell'umanità o il mondo naturale. L'essere umano è redento quando abbraccia e segue i principi dell'Islam e l'essere umano viene considerato del tutto capace di accogliergli, anzi, se non lo fa si sottopone a gravi conseguenze.

## Lo Zoroastrismo
Il racconto di origine zoroastriana al riguardo di Yima, il primo uomo, presenta un notevole parallelo con il racconto della Caduta nella Genesi. Dopo aver commesso il peccato, egli è bandito dal suo paradiso primordiale e dato in potere al serpente che gli causa la morte. In una versione posteriore al riguardo della prima coppia Masha e Mashyana, viene introdotta la menzione del frutto proibito su istigazione di uno spirito bugiardo.